# Orthocis collenettei
Orthocis collenettei là một loài bọ cánh cứng trong họ Ciidae. Loài này được Blair miêu tả khoa học năm 1927.